# Sie tanzte nur einen Sommer
Sie tanzte nur einen Sommer (Originaltitel: Hon dansade en sommar) ist ein schwedischer Film von Arne Mattsson aus dem Jahr 1951. Er basiert auf dem Roman Sommardansen von Per Olof Ekström.

## Handlung
Göran hat gerade sein Abitur bestanden und beschließt, die Sommerferien bei seinem Onkel Persson auf dem Land zu verbringen. Er möchte ihm auf dem Bauernhof und bei der Ernte helfen, bis sein Studium in der Stadt beginnt. Schon kurz nach seiner Ankunft lernt er das 17-jährige Bauernmädchen Kerstin kennen. Beide verlieben sich ineinander. Von der Umwelt wird die aufkeimende Liebesbeziehung argwöhnisch beobachtet. Onkel Persson bringt Verständnis für Göran und Kerstin auf, während die Eltern des Mädchens und der örtliche Pfarrer gegen die Unmoral der Jugendlichen aufbegehren. Der Pfarrer glaubt nur an das Schlechte im Menschen und verbietet unter anderem die Schule als Veranstaltungsort für Jugendfeste. Die Jugendlichen renovieren später einen von Onkel Persson zur Verfügung gestellten Schuppen, in dem sie sich fortan treffen. Später brennt Torsten, ein geistig zurückgebliebener Knecht, in seinen religiösen Wahnvorstellungen den Schuppen nieder.
Als eine Verwandte von Kerstin ihre Liebesbeziehung mit Göran entdeckt, wird die junge Frau zu Verwandten in ein anderes Dorf geschickt. Göran findet den Aufenthaltsort heraus und geht mit Kerstin nackt schwimmen, sie versprechen sich ewige Liebe. Doch auch Görans Vater, der als Bauerssohn in der Stadt zu Wohlstand gekommen ist, kann die Liebe seines Sohnes zu einem einfachen Bauernmädchen nicht verstehen. Er verlangt, dass sein Sohn das Studium in der Stadt aufnimmt. Am ersten Tag der Universität kehrt Göran jedoch zu Kerstin aufs Land zurück. Trotz der widrigen Umstände bleiben Göran und Kerstin zusammen. Nach der Aufführung eines Theaterstückes im Dorf verunglücken beide mit dem Motorrad, da ein betrunkener Autofahrer ihnen entgegenkommt – Kerstin überlebt den Unfall nicht. 
Der Film erzählt die Liebesgeschichte als große Rückblende, die Rahmenhandlung am Anfang und Ende des Filmes findet auf Kerstins Beerdigung statt: Der Pastor verweist bei der Grabrede auf die Verdorbenheit der modernen Jugend, für die auch das junge Liebespaar am Ende bestraft worden sei. Onkel Persson findet dagegen schönere, mildere Worte und kritisiert die Bigotterie der Kerstin und Göran verurteilenden Menschen.

## Synchronisation
| Rolle                | Schauspieler    | Dt. Synchronsprecher   |
| -------------------- | --------------- | ---------------------- |
| Kerstin              | Ulla Jacobsson  | Marianne Prenzel       |
| Göran Stendal        | Folke Sundquist | Harald Juhnke          |
| Onkel Anders Persson | Edvin Adolphson | Ernst Wilhelm Borchert |
| Pfarrer              | John Elfström   | Fritz Tillmann         |

## Kritik
„Das mit poetischen Bildern und maßvoller Freizügigkeit für die freie Liebe eintretende Filmdrama erregte durch eine für seine Zeit unübliche Nacktszene moralische Entrüstung und wurde dadurch zum Publikumserfolg.“

## Auszeichnungen
- Goldener Bär bei den Internationalen Filmfestspielen Berlin 1952
- Beste Filmmusik bei den Internationalen Filmfestspielen von Cannes 1952

## DVD-Veröffentlichung
- Sie tanzte nur einen Sommer, deutschsprachige Fassung (inkl. Interview mit Gunvor Pontén), FalkFiction Home Entertainment, 2009.